# Börzsöny-patak
Börzsöny-patak är ett vattendrag i Ungern.   Det ligger i provinsen Pest, i den nordvästra delen av landet, 60 km norr om huvudstaden Budapest.